# کارولتون (میزوری)
کارولتون (به انگلیسی: Carrollton) یک شهر در ایالات متحده آمریکا است که در شهرستان کرول، میزوری واقع شده‌است. کارولتون ۱۰٫۸۵ کیلومتر مربع مساحت و ۳٬۷۸۴ نفر جمعیت دارد و ۲۳۰ متر بالاتر از سطح دریا قرار دارد.